# ブエノスアイレスの夜
『ブエノスアイレスの夜』（ブエノスアイレスのよる、スペイン語: Vidas privadas）は、フィト・パエスが監督した2001年の映画。スペイン語の原題は「私生活」、「秘密の生活」といった意味である。
この映画は、パエスが監督した初めての長編映画であり、歴史上、汚い戦争として知られる1970年代のアルゼンチンにおける独裁政権の悪夢を克服できずにいる女性主人公が抱える困難な感情の諸相を描いた作品である。

## あらすじ
カルメンは42歳の女性。故国アルゼンチを離れ、スペインのマドリードに単身で暮らしていたが、父の財産の一部を相続するため、20年ぶりにブエノスアイレスに戻ってきた。
1976年の軍事クーデターは、ジャーナリストだった夫を奪い、彼女自身も逮捕され1年間の投獄と拷問を受けた。解放され国を離れた後も、悪夢に蝕まれた彼女は、人との性的な触れ合いができなくなり、異常に敏感となった聴覚が常に彼女を苦しませるのであった。
2週間のブエノスアイレス滞在のため彼女は秘かにアパートを借り、壁越しに男女の交わりの音を聞くため、カップルを雇い入れようとする。...

## キャスト
- セシリア・ロス - カルメン・ウランガ (Carmen Uranga)
- ガエル・ガルシア・ベルナル - グスタボ・"ガナ"・ベルトリーニ (Gustavo 'Gana' Bertolini)
- ルイス・シエンブロウスキ（スペイン語版） - アレハンドロ・ロセンベルグ (Alejandro Rossemberg)
- チュンチュナ・ビラファーニェ（スペイン語版） - ソフィア・ウランガ (Sofía Uranga)
- リト・クルス（スペイン語版） - ロドルフォ・ベルトリーニ (Rodolfo Bertolini)
- カローラ・レイナ（スペイン語版） - ロハナ・ロド (Roxana Rodó)
- エクトル・アルテリオ（スペイン語版） - カルメンの父 (Padre di Carmen)
- アウドリ・ギテレス・アレア (Audry Gutierrez Alea) - グラディス (Gladys)
- ドロレス・フォンシ（スペイン語版） - アナ・ウランガ (Ana Uranga)
- ルイス・マシン（スペイン語版） - エドゥアルド (Eduardo)

## 配給
この映画は、2001年11月2日にスペインで封切られた。メキシコとアルゼンチンでは、2002年春に公開された。2003年6月5日には、結末の悲劇性をやや弱めたバージョンが、スペイン語と英語でDVDとしてリリースされた。